# Tobie Puttock
Tobie Puttock, né en 1974, est un chef cuisinier australien originaire de Melbourne, dans l'État du Victoria.
Il doit une partie de sa notoriété à ses apparitions régulières dans plusieurs émissions culinaires, notamment en Australie où il a longtemps présenté la version locale de Ready, Steady, Cook. 
En 2006, il contribue au lancement du restaurant « Fifteen » de Melbourne, sous l'impulsion de son ami et confrère Jamie Oliver. Ses tribulations sont filmées et diffusées sous la forme d'une série de dix épisodes intitulée : Jamie's Kitchen : Le défi australien (en version originale : Jamie’s Kitchen Australia). 
Originellement diffusée sur la chaîne australienne Network Ten, la série est ensuite reprise par plusieurs médias à travers le globe.

## Biographie sommaire
Tobie Puttock naît à Melbourne, métropole du sud-est de l'Australie où il passe la majeure partie de son enfance et de son adolescence. Se découvrant une passion pour la cuisine, il s'inscrit au Box Hill Institute, qu'il quitte en 1992. Peu après, il débute comme commis dans un restaurant de South Yarra, dans la banlieue sud de Melbourne, le « Caffe e Cucina ». 
À l'issue de cette première confrontation aux réalités de la vie professionnelle, il effectue différents stages en Australie, puis tente l'aventure en Europe. Il s'installe à Londres en 1999, trouvant un emploi au « River Café », l'un des principaux restaurants italiens de la capitale britannique. Il y fait la connaissance d'un jeune commis alors totalement inconnu du grand public, Jamie Oliver. Dans son temps libre, il voyage afin de laisser libre cours à l'une de ses passions, le snowboard.
Lorsque son contrat de travail arrive à son terme, il part de nouveau en Australie où fort de son expérience européenne, il ouvre son premier restaurant, le « Termini ». Dans le même temps, il fait ses premières armes à la télévision australienne, devenant l'un des présentateurs de l'émission Ready, Steady, Cook, un divertissement calqué sur le modèle de l'émission britannique homonyme.
En 2001, il est contacté par Jamie Oliver. Ce dernier lui propose de participer à un projet à vocation caritative baptisé « Projet Fifteen ». L'enjeu : ouvrir un restaurant dont le personnel serait exclusivement formé de jeunes en situation précaire. Tobie Puttock est chargé par Jamie d'encadrer ces nouveaux apprentis.
En 2002, le restaurant Fifteen ouvre ses portes dans le quartier de Hoxton, à Londres.
En 2003, il devient le parrain de la fille de Jamie Oliver, Daisy Boo.
Après avoir travaillé quelques années au sein du Fifteen, Tobie propose à Jamie Oliver de créer un restaurant de la même enseigne à Melbourne. Le projet est accepté et Tobie Puttock est chargé de mettre en œuvre ce nouveau projet.
En 2006, Fifteen Melbourne ouvre ses portes, sous la supervision de Tobie, nommé chef de ce nouvel établissement. Parallèlement, il écrit son premier livre, entièrement consacré à la cuisine italienne : Daily Italian.
Le 7 avril 2007, Tobie Puttock épouse Georgia Katz, sa compagne depuis cinq ans.